# Monkeyshines
De Monkeyshines-filmserie bestaat uit drie experimentele films die werden gemaakt om het originele cilinderformaat voor de kinetograaf te testen. Deze films worden beschouwd als de eerste films die zijn opgenomen in de Verenigde Staten.
De films werden opgenomen door William Dickson en William Heise voor de Edison-laboratoria. Experts hebben verschillende meningen over of dat Monkeyshines, No. 1 was opgenomen in juni 1889 met als acteur John Ott of ergens tussen 21 en 27 november 1890 met als acteur G. Sacco Albanese. Beide mannen waren laboratoriummedewerkers bij het bedrijf. Er is tegenstrijdig bewijs voor beide theorieën. Monkeyshines, No. 2 en Monkeyshines, No. 3 werden kort daarna opgenomen om andere omstandigheden te testen.
Deze films waren bedoeld als interne tests van het nieuwe camerasysteem en werden niet gemaakt voor commercieel gebruik. De films werden pas later bekend bij het publiek als gevolg van het werk van filmhistorici. Alle drie de films bevatten een wazig, wit figuur die grote gebaren staat te maken. De films zijn allemaal maar een paar seconden lang.